# 舛岡富士雄
舛岡 富士雄（ますおか ふじお、1943年5月8日 - ）は、日本の電子工学研究者。フラッシュメモリの発明者として知られており、1980年代にNOR型フラッシュメモリおよびNAND型フラッシュメモリを開発した。1988年には、初期の非平面型3Dトランジスタである初のGate-all-around（GAA）MOSFET（GAAFET）トランジスタも発明している。
元東芝社員。東北大学名誉教授。現在は日本ユニサンティスエレクトロニクス株式会社最高技術責任者（CTO）として、Surrounding Gate Transistor（SGT）の開発を行っている。紫綬褒章、文化功労者、瑞宝重光章。

## 来歴
- 1943年 群馬県高崎市出身。
- 1962年 群馬県立高崎高等学校卒。
- 1966年 東北大学工学部電子工学科卒業。西澤潤一に師事する。同大学大学院工学研究科電子工学専攻修士課程進学。
- 1968年 同修士課程修了、同博士後期課程進学。
- 1971年 同博士後期課程修了。工学博士（東北大学甲第1431号、学位論文『半導体インダクタンスに関する研究』）。株式会社東芝に入社。
- 1980年 NOR型フラッシュメモリを発明。
- 1986年 NAND型フラッシュメモリを発明。
- 1994年 同社退社、東北大学大学院情報科学研究科教授。
- 1996年 東北大学電気通信研究所教授。
- 2004年 日本ユニサンティスエレクトロニクス株式会社最高技術責任者（CTO）。

## 受賞歴
- 1980年6月 社団法人発明協会全山允明表彰発明賞
- 1997年 IEEEモーリス・N・リーブマン記念賞受賞[2]。
- 2000年 市村産業賞本賞受賞。
- 2002年 SSDM Award受賞。
- 2007年4月29日 紫綬褒章受章。
- 2013年 文化功労者[3]。
- 2016年 瑞宝重光章受章[4]。
- 2018年 本田賞受賞

## フラッシュメモリ発明にまつわるエピソード
東芝に入社後、高性能なメモリを開発したが売れないことに業を煮やした舛岡は、営業職を志願し、アメリカ合衆国のコンピュータ会社を回った。結局全然売る事ができず、1年もたたずに営業職からは外される。しかし、この時に何度も営業先に言われた「性能は最低限でいい。もっと安い製品はないのか」という言葉から、性能の向上ばかり考えず、需要に見合った機能を持つ製品を低コストで作るべきだと悟る。結果、情報を1ビットごとではなく一括消去するという、あえて性能を落としてコストを1⁄4以下にする方法を思いつき、フラッシュメモリが発明されるに至った。

## 東芝退社とその後
その後、東芝は舛岡を地位こそ研究所長に次ぐ高い地位だが、反面、研究費も部下も付かない技監（舛岡曰く窓際族）に昇進させようとした。研究を続けたかった舛岡は、何とか研究を続けられるよう懇願したが受け入れられず、1994年に東芝を退社した。1992年に東芝は当時は未熟だった市場拡大を目的としてNAND型フラッシュメモリの技術をサムスン電子に供与したが、サムスンは巨額投資を重ねることで東芝を追い抜いて世界のフラッシュメモリのシェアで首位に立っている。東芝のNAND型フラッシュメモリも利益の大部分を稼ぎ出す主力事業に育ったが、2017年にも東芝首脳部の判断への批判があり舛岡も東芝だけではなく日本にも自身の開発した技術を正しく評価してくれる者がいなかったと嘆いている。
その後、東北大学大学院や、退官後に就任した日本ユニサンティスエレクトロニクス等で、フラッシュメモリの容量を10倍に増やす技術や、三次元構造のトランジスタ（Surrounding Gate Transistor）など、現在も研究者として精力的に研究活動を行っている。

## 裁判
舛岡は自身が発明したフラッシュメモリの特許で、東芝が得た少なくとも200億円の利益のうち、発明者の貢献度を20％と算定。本来受け取るべき相当の対価を40億円として、その一部の10億円の支払いを求めて2004年3月2日に東芝を相手取り、東京地裁に訴えを起こした。2006年7月27日に東芝との和解が成立、東芝側は舛岡に対し8700万円を支払うこととなった。

## 論文
- K Hieda, F Horiguchi, F Masuoka. "High performance CMOS surrounding gate transistor (SGT) for ultra high density LSIs." Electron Devices Meeting, 1988. IEDM'88. Technical Digest., International. IEEE, 1988.
- A Nitayama, F Horiguchi, F Masuoka. "A surrounding gate transistor (SGT) cell for 64/256 Mbit DRAMs." Electron Devices Meeting, 1989. IEDM'89. Technical Digest., International. IEEE, 1989.
- K Hieda, F Horiguchi, F Masuoka. "Impact of surrounding gate transistor (SGT) for ultra-high-density LSI's." IEEE Transactions on Electron Devices 38.3 (1991): 573-578.
- K Hieda, F Horiguchi, F Masuoka . "Multi-pillar surrounding gate transistor (M-SGT) for compact and high-speed circuits." IEEE Transactions on Electron Devices 38.3 (1991): 579-583.
- F Horiguchi, K Ohuchi, F Masuoka. "A novel circuit technology with surrounding gate transistors (SGT's) for ultra high density DRAM's." IEEE Journal of Solid-State Circuits 30.9 (1995): 960-971.

## 特許
- アメリカ合衆国特許第 9,299,825号
- アメリカ合衆国特許第 9,153,697号
- アメリカ合衆国特許第 8,896,056号
- アメリカ合衆国特許第 9,306,053号
- アメリカ合衆国特許第 9,646,991号
- アメリカ合衆国特許第 10,311,945号
- アメリカ合衆国特許第 9,716,092号

他多数